# Bibliothèque du tourisme et des voyages
La bibliothèque du tourisme et des voyages est une bibliothèque spécialisée appartenant au réseau des bibliothèques de la ville de Paris. Elle est spécialisée dans le tourisme, les voyages et les guides de voyage, ainsi que sur le vélocipède, le cyclotourisme, l'automobile, toutes sortes d'activités touristiques (camping, canoë, montagne, spéléologie, gastronomie, etc.).

## Situation
La bibliothèque est de nos jours située 6 rue du Commandant-Schloesing (16e arrondissement de Paris).
Elle est desservie par les lignes 6 et 9 à la station  Trocadéro.

## Histoire
Le Touring club de France est fondé en 1890 par un groupe de jeunes vélocipédistes dans le but d’encourager le cyclotourisme et de développer le tourisme naissant sous toutes ses formes.
Tout restait à faire en ce domaine : aménagement du réseau routier, amélioration de l’hôtellerie, sauvegarde des richesses naturelles et monumentales du pays. Le Touring club de France, dont le siège social fut installé en 1904 au 65 avenue de la Grande-Armée à Paris, collabora ainsi par ses participations financières, ses publications et sa propagande, aux vastes travaux et aux campagnes qui devaient favoriser le tourisme, envisagé comme moyen éducatif et, dans un pays meurtri par les guerres, comme puissant facteur de relève économique et social.
La bibliothèque du Touring club de France, réservée aux membres adhérents, fut créée en 1899. Son fonds de consultation reflétait les engagements de l’association et les divers aspects du tourisme, qu’il soit pédestre, cycliste, automobile, ferroviaire, nautique, gastronomique, ou culturel.
Des difficultés financières éprouvées en 1979 aboutirent à la liquidation de l’association, dont la bibliothèque, menacée de dispersion, fut acquise par la ville de Paris en 1984 pour être transférée l’année suivante à la bibliothèque municipale Trocadéro, rebaptisée du nom de Germaine Tillion en 2010, et qui en assure aujourd’hui la conservation. Un fonds touristique, continuellement enrichi de publications récentes, s’est ainsi greffé sur cet héritage.

## La bibliothèque aujourd'hui
La bibliothèque du tourisme et des voyages a la particularité d'appartenir au réseau des bibliothèques spécialisées de la ville de Paris au titre de son fonds patrimonial, tout en proposant une offre importante de documents actuels empruntables à domicile (guides touristiques, récits et littérature de voyage, cartes, DVD...).
La bibliothèque est ouverte à tous (voyageurs, chercheurs, mais aussi professionnels du tourisme) ; elle nécessite une inscription au réseau des bibliothèques spécialisées pour la consultation sur place des documents du fonds patrimonial de la bibliothèque (fonds du Touring-Club de France, fonds d'histoire locale, fonds professionnel tourisme). L'emprunt des livres récents nécessite une inscription au réseau des bibliothèques municipales et la consultation sur place de ces derniers ouvrages est ouverte sans inscription.
Le fonds patrimonial compte plus de 20 000 documents et le fonds courant 11 000 livres, revues et cartes géographiques.